# Theerathon Bunmathan
Theerathon Bunmathan (Changwat Nonthaburi, 6 februari 1990) is een Thais voetballer die als verdediger speelt bij Buriram United.

## Clubcarrière
Bunmathan begon zijn carrière in 2008 bij Buriram United. Met deze club werd hij in 2011, 2013, 2014 en 2015 kampioen van Thailand. Hij tekende in 2016 bij Muangthong United. Vanaf 2018 speelde Bunmathan voor Vissel Kobe en Yokohama F. Marinos in Japan.

## Interlandcarrière
Bunmathan debuteerde in 2010 in het Thais nationaal elftal en speelde 62 interlands. Hij nam met het Thais voetbalelftal deel aan het Aziatisch kampioenschap 2019.

## Erelijst
Buriram United
- Thai League 1 (7): 2011, 2013, 2014, 2015, 2021–22, 2022–23, 2023–24
- Thai FA Cup (6): 2011, 2012, 2013, 2015, 2021–22, 2022–23
- Thai League Cup (6): 2011, 2012, 2013, 2015, 2021–22, 2022–23
- Toyota Premier Cup (3): 2012, 2014, 2016
- Kor Royal Cup (4): 2013, 2014, 2015, 2016
- Mekong Club Championship: 2015

Muangthong United
- Thai League 1: 2016
- Thai League Cup (2): 2016, 2017
- Thailand Champions Cup: 2017
- Mekong Club Championship: 2017

Yokohama F. Marinos
- J1 League: 2019

Thailand U-23
- Zuidoost-Aziatische Spelen  Gold Medal: 2013

Thailand
- Zuidoost-Aziatisch kampioenschap voetbal (3): 2016, 2020, 2022
- King's Cup (2): 2016, 2017